# Dubów
Dubów – wieś sołecka w Polsce, położona w województwie lubelskim, w powiecie bialskim, w gminie Łomazy.
Dawniej miejscowość była siedzibą gminy Lubienka II i gminy Dubów. W latach 1954–1972 wieś należała i była siedzibą władz gromady Dubów. W latach 1975–1998 miejscowość administracyjnie należała do województwa bialskopodlaskiego. 
Wieś jest sołectwem w gminie Łomazy. Według Narodowego Spisu Powszechnego (III 2011 r.) wieś liczyła 490 mieszkańców i była trzecią co do wielkości miejscowością gminy Łomazy.

## Części wsi
| SIMC    | Nazwa          | Rodzaj    |
| ------- | -------------- | --------- |
| 0014887 | Besarabówka    | część wsi |
| 0014893 | Dziczowa Droga | część wsi |
| 0014901 | Glinkowa Droga | część wsi |
| 0014918 | Julin          | część wsi |
| 0014924 | Korytarz       | część wsi |
| 0014930 | Kosa Droga     | część wsi |
| 0014947 | Nalewajki      | część wsi |
| 0014953 | Smolne Piece   | część wsi |

## Historia
W wieku XIX Dubów wieś i folwark w powiecie bialskim gminie Lubienka, parafii Biała. W 1827 r. było tu 24 domów i 180 mieszkańców. W roku 1886  liczyła 48 domów i 473 mieszkańców. Wieś odległa od Siedlec wiorst 75, od Biały (Białej Podlaskiej) wiorst 10, droga bita w miejscu, od rzeki spławnej Buga wiorst 30. Rozległość folwarczna wynosiła mórg 1080, budynków drewnianych w folwarku 19 także browar piwny. Pokłady torfu w okolicy. Wieś Dubów liczyła osad 52 z gruntem mórg 921.
W dniu 18 września 1939 r. w okolicach Dubowa miała miejsce potyczka między żołnierzami polskimi a niemieckim oddziałem pancernym. Oddział polski w sile kilkudziesięciu żołnierzy dowodzonych przez porucznika Zdzisława Niedziałkowskiego (tzw. zielony batalion) urządził zasadzkę na jadące z Łomaz w kierunku Białej Podlaskiej dwa niemieckie samochody pancerne. Po krótkiej walce Polacy zostali rozbici, zaś niemieckie pojazdy spokojnie odjechały w stronę Michałówki. Straty polskie wyniosły 12 zabitych oraz wielu ciężko i lekko rannych. Miejscowa ludność pochowała poległych koło wsi Dubów, a rannych odwiozła do szpitala w Białej Podlaskiej, gdzie kilku zmarło. Po wojnie wszystkich pochowano we wspólnej mogile na cmentarzu w Białej przy ulicy Janowskej.